# Hall of Fame des deutschen Fußballs

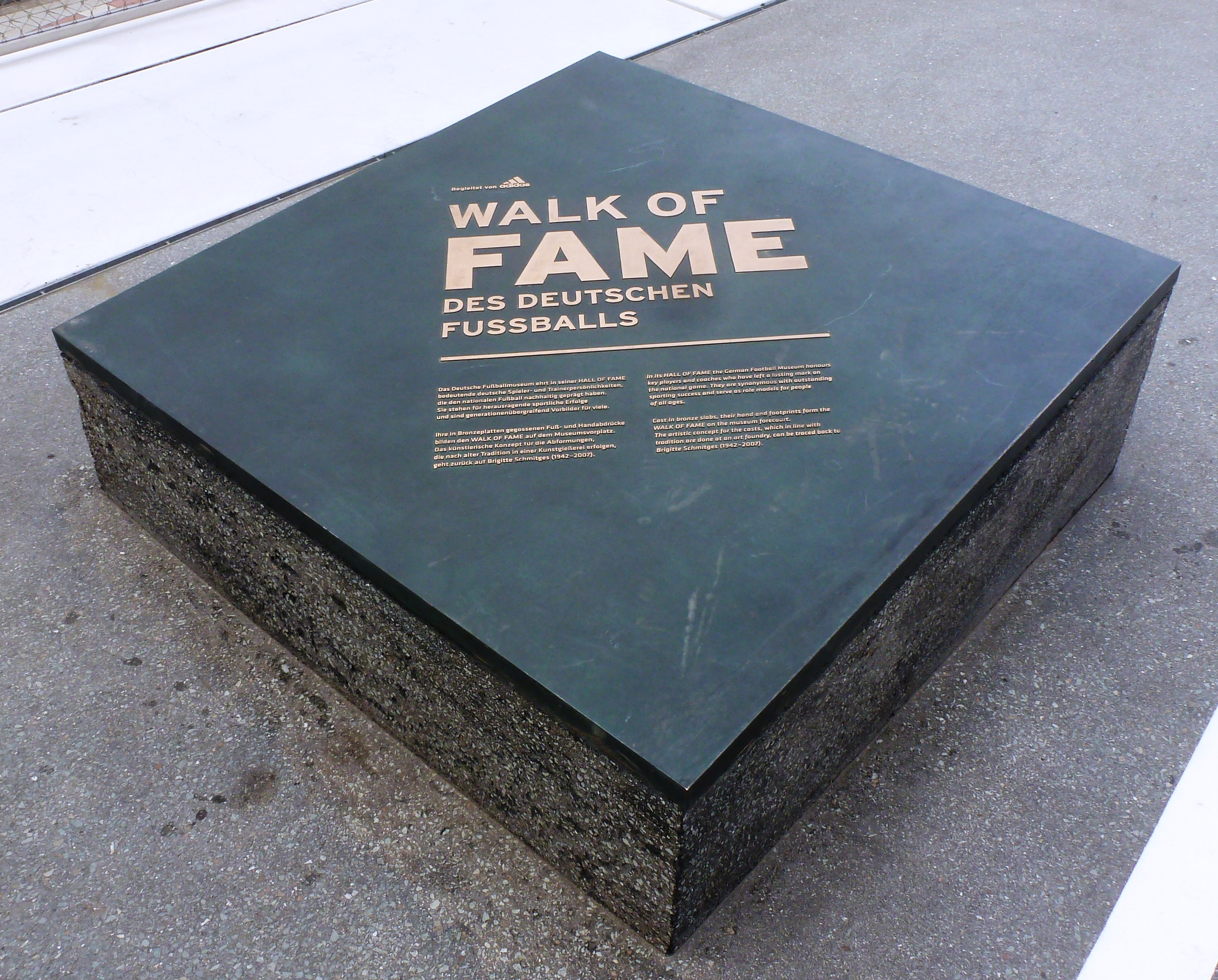
Der Walk of Fame auf dem Museumsvorplatz

Die Hall of Fame des deutschen Fußballs ist die 2018 gegründete Ruhmeshalle des deutschen Fußballs. Sie wurde vom Deutschen Fußballmuseum initiiert, angeregt von Manuel Neukirchner, dem Direktor des Deutschen Fußballmuseums.

## Wahl der Gründungself

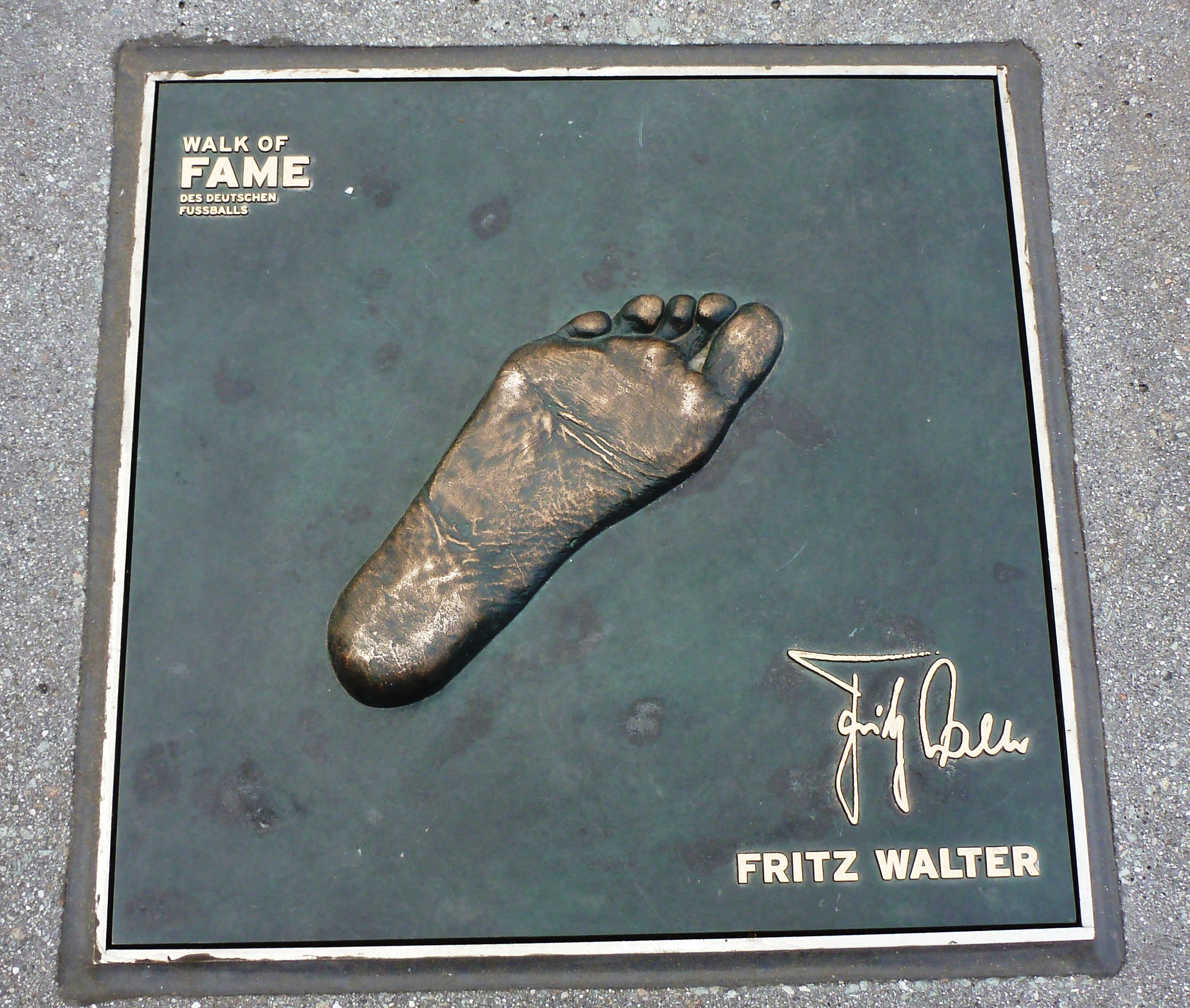
Fußabdruck von Fritz Walter

Im November 2018 wählte eine Jury aus Sportjournalisten die ersten 11 Spieler und den ersten Trainer in die Hall of Fame als Gründungself der Hall of Fame. Die 26 Jurymitglieder hatten jeweils eine persönliche Vorschlagsliste eingereicht, aus der eine Shortlist mit 26 Spieler- und drei Trainerpersönlichkeiten des deutschen Fußballs erstellt wurde. Auswahlkriterien waren vor allem herausragende Leistungen in deutschen Auswahlmannschaften sowie im nationalen und internationalen Vereinsfußball. Voraussetzung war, dass ihr Karriereende mindestens fünf Jahre zurücklag. Seit 2019 wurden jährlich vier bis fünf neue Mitglieder aufgenommen. 2019 wurde von der Jury auch eine Gründungself der Frauen für die Hall of Fame gewählt.

## Jurymitglieder
Die initiale Jury bildeten:
Alexander Laux (Hamburger Abendblatt), Alfred Draxler (Bild), Anno Hecker (Frankfurter Allgemeine Zeitung), Christian Hollmann (dpa), Christian Löer (Kölner Stadt-Anzeiger), Dirc Seemann (Sport1), Dirk Preiß (Stuttgarter Zeitung/Stuttgarter Nachrichten), Erich Laaser (Verband Deutscher Sportjournalisten), Frederik Ahrens (Hamburger Morgenpost), Gernot Bauer (Eurosport), Gianni Costa (Rheinische Post), Jörg Jakob (kicker), Katrin Schulze (Der Tagesspiegel), Manfred Loppe (RTL), Manuel Neukirchner (Deutsches Fußballmuseum), Marco Fenske (RND), Mark Weishaupt (Saarbrücker Zeitung), Philipp Köster (11Freunde), Pit Gottschalk (Funke Sport), Ralph Durry (sid), Roman Steuer (Sky), Sabine Töpperwien (WDR-Hörfunk), Sascha Klaverkamp (Ruhr Nachrichten), Stefan Frommann (WELT/WELT am SONNTAG), Steffen Simon (WDR-Fernsehen), Thomas Fuhrmann (ZDF)

## Kriterien
Aufgenommen „werden können deutsche Persönlichkeiten aus dem Männer- und Frauenfußball von 1900 bis heute, die ihre Karriere mindestens fünf Jahre beendet haben. Zu berücksichtigen sind insbesondere herausragende Leistungen in der Nationalmannschaft vor und nach dem Krieg, in der ehemaligen DDR-Auswahl sowie im nationalen und internationalen Vereinsfußball.“

## Liste der aufgenommenen Spieler
| Aufnahmejahr | Spieler                | Aktive Karriere | Kommentar                              |
| ------------ | ---------------------- | --------------- | -------------------------------------- |
| 2018         | Sepp Maier             | 1962–1979       | Tor, Gründungsmitglied                 |
| 2018         | Franz Beckenbauer †    | 1964–1983       | Abwehr, Gründungsmitglied              |
| 2018         | Andreas Brehme †       | 1978–1998       | Abwehr, Gründungsmitglied              |
| 2018         | Paul Breitner          | 1970–1983       | Abwehr, Gründungsmitglied              |
| 2018         | Fritz Walter †         | 1938–1959       | Mittelfeld, Gründungsmitglied, posthum |
| 2018         | Lothar Matthäus        | 1978–2000       | Mittelfeld, Gründungsmitglied          |
| 2018         | Matthias Sammer        | 1985–1998       | Mittelfeld, Gründungsmitglied          |
| 2018         | Günter Netzer          | 1963–1977       | Mittelfeld, Gründungsmitglied          |
| 2018         | Gerd Müller †          | 1963–1981       | Sturm, Gründungsmitglied               |
| 2018         | Helmut Rahn †          | 1946–1965       | Sturm, Gründungsmitglied, posthum      |
| 2018         | Uwe Seeler †           | 1953–1972       | Sturm, Gründungsmitglied               |
| 2019         | Oliver Kahn            | 1987–2008       | Tor                                    |
| 2019         | Hans-Jürgen Dörner †   | 1968–1986       | Abwehr                                 |
| 2019         | Wolfgang Overath       | 1963–1977       | Mittelfeld                             |
| 2019         | Jürgen Klinsmann       | 1981–1998       | Sturm                                  |
| 2020         | Berti Vogts            | 1965–1979       | Abwehr                                 |
| 2020         | Andreas Möller         | 1985–2004       | Mittelfeld                             |
| 2020         | Michael Ballack        | 1994–2012       | Mittelfeld                             |
| 2020         | Klaus Fischer          | 1968–1988       | Sturm                                  |
| 2020         | Rudi Völler            | 1977–1996       | Sturm                                  |
| 2021         | Jürgen Kohler          | 1983–2002       | Abwehr                                 |
| 2021         | Horst Eckel †          | 1950–1965       | Mittelfeld                             |
| 2021         | Miroslav Klose         | 1997–2016       | Sturm                                  |
| 2021         | Joachim Streich †      | 1969–1985       | Sturm                                  |
| 2022         | Philipp Lahm           | 2001–2017       | Abwehr                                 |
| 2022         | Bernd Schuster         | 1978–1997       | Mittelfeld                             |
| 2022         | Karl-Heinz Rummenigge  | 1974–1989       | Sturm                                  |
| 2023 / 2024  | Bert Trautmann †       | 1948–1964       | Tor, posthum                           |
| 2023 / 2024  | Guido Buchwald         | 1979–1999       | Abwehr                                 |
| 2023 / 2024  | Bastian Schweinsteiger | 2002–2019       | Mittelfeld                             |
| 2023 / 2024  | Horst Hrubesch         | 1971–1988       | Sturm                                  |

## Liste der aufgenommenen Spielerinnen
Im Februar 2022 sind fünf weitere Spielerinnen gewählt worden, die vor der Europameisterschaft 2022 in die Ruhmeshalle aufgenommen wurden.
| Aufnahmejahr | Spielerin                | Aktive Karriere | Kommentar                                                 |
| ------------ | ------------------------ | --------------- | --------------------------------------------------------- |
| 2019         | Silke Rottenberg         | 1988–2008       | Tor, Gründungsmitglied                                    |
| 2019         | Doris Fitschen †         | 1988–2001       | Abwehr, Gründungsmitglied                                 |
| 2019         | Steffi Jones             | 1986–2007       | Abwehr, Gründungsmitglied                                 |
| 2019         | Nia Künzer               | 1997–2008       | Abwehr, Gründungsmitglied                                 |
| 2019         | Renate Lingor            | 1991–2008       | Mittelfeld, Gründungsmitglied                             |
| 2019         | Silvia Neid              | 1980–1996       | Mittelfeld, Gründungsmitglied                             |
| 2019         | Martina Voss-Tecklenburg | 1982–2003       | Mittelfeld, Gründungsmitglied                             |
| 2019         | Bettina Wiegmann         | 1988–2003       | Mittelfeld, Gründungsmitglied                             |
| 2019         | Inka Grings              | 1995–2014       | Sturm, Gründungsmitglied                                  |
| 2019         | Heidi Mohr †             | 1982–2000       | Sturm, Gründungsmitglied                                  |
| 2019         | Birgit Prinz             | 1992–2013       | Sturm, Gründungsmitglied                                  |
| 2022         | Nadine Angerer           | 1995–2015       | Tor, Weltmeisterin ohne Gegentor                          |
| 2022         | Ariane Hingst            | 1994–2013       | Abwehr, Weltmeisterin                                     |
| 2022         | Christa Kleinhans        | 1956–1965       | Rechtsaußen, Pionierin des Frauenfußballs                 |
| 2022         | Anne Trabant-Haarbach    | 1969–1983       | Mittelfeld, Kapitänin beim ersten offiziellen Länderspiel |
| 2022         | Bärbel Wohlleben         | 1969–1978       | Libera, erste Torschützin des Monats                      |

## Liste der aufgenommenen Trainer
| Aufnahmejahr | Trainer          | Kommentar                                                                                    |
| ------------ | ---------------- | -------------------------------------------------------------------------------------------- |
| 2018         | Sepp Herberger † | Reichstrainer von 1936 bis 1942, Bundestrainer von 1950 bis 1964, Gründungsmitglied, posthum |
| 2019         | Helmut Schön †   | Bundestrainer von 1964 bis 1978, posthum                                                     |
| 2021         | Udo Lattek †     | acht Deutsche Meisterschaften als Trainer (Rekord), posthum                                  |
| 2023/2024    | Otto Rehhagel    | Europameister mit Griechenland, Bundesliga-Rekordtrainer                                     |
| 2023/2024    | Jupp Heynckes    | Champions-League-Sieger mit Real Madrid und Bayern München                                   |

## Liste der aufgenommenen Trainerinnen
| Aufnahmejahr | Trainerin   | Kommentar                                            |
| ------------ | ----------- | ---------------------------------------------------- |
| 2019         | Tina Theune | Bundestrainerin von 1996 bis 2005, Gründungsmitglied |